# Malostonski zaljev
Malostonski zaljev este o arie protejată (sit de importanță comunitară — SCI) din Croația întinsă pe o suprafață de 5.717,24 ha, integral marine.

## Localizare
Centrul sitului Malostonski zaljev este situat la coordonatele 42°55′14″N 17°32′36″E / 42.920675°N 17.543278°E.

## Înființare
Situl Malostonski zaljev a fost declarat sit de importanță comunitară în iulie 2013 pentru a proteja un număr necunoscut de specii din flora spontană și fauna sălbatică aflate în arealul zonei.

## Biodiversitate
Situată în ecoregiunea marină mediteraneană, aria protejată conține 2 habitate naturale: Golfuri mici largi și golfuri puțin adânci, Recifuri.
La baza desemnării sitului se află un număr nedeclarat de specii protejate.